# Adad-szuma-iddina
Adad-szuma-iddina (sum. diškur.mu.sumna; akad. Adad-šuma-iddina, tłum. „(bóg) Adad dał imię”) – król Babilonii z dynastii kasyckiej, następca Kadaszman-Harbe II; panował w latach 1222–1217 p.n.e. Za jego rządów Babilonia była asyryjskim protektoratem, pozostającym pod kontrolą asyryjskiego króla Tukulti-Ninurty I. Odsunięty został od władzy w wyniku przewrotu pałacowego, który na tron babiloński wprowadził Adad-szuma-usura.